# Aeroportul Griffiss
Aeroportul Griffiss (IATA: RME, ICAO: KRME, FAA LID: RME) este un aeroport din New York, Statele Unite ale Americii ce deservește zona Oneida. Aeroportul a fost tranzitat în 2019 de 118 pasageri.
Situat la o altitudine de 154 m, aeroportul dispune de 1 pistă.

## Infrastructură

### Piste
Aeroportul dispune de o singură pistă. Pista 15/33 are suprafața de beton și dimensiunile 11.821 picioare × 200 picioare. 